# Mick Whelan
John Michael (Mick) Whelan (1960) is een Brits syndicalist en vakbondsbestuurder. Sinds 2011 is hij algemeen secretaris van de treinbestuurdersvakbond ASLEF. 
In 1984 begon Whelan aan de spoorwegen te werken. Vóór 2011 werkte hij voor ASLEF als organizer in het district Midlands. In 2011 kozen de leden hem met een nipte meerderheid als algemeen secretaris. Tijdens Whelans bestuur ging ASLEF – samen met andere transportvakbonden – in staking in 2016–2017 en 2022-2024.